# Oberbuch (Rohr in Niederbayern)
Oberbuch ist ein Ortsteil des Marktes Rohr in Niederbayern im niederbayerischen Landkreis Kelheim. 

## Lage
Das Kirchdorf liegt südwestlich des Kernortes Rohr in Niederbayern. Unweit nördlich verläuft die Kreisstraße KEH 29. 

## Sehenswürdigkeiten
In der Liste der Baudenkmäler in Rohr in Niederbayern ist für Oberbuch ein Baudenkmal aufgeführt:
- Die Kirche St. Ägidius (Oberbuch 3) ist eine Saalkirche mit Satteldach und dreiseitig geschlossenem Chor. Der Westturm mit Oktogon und Zwiebelhaube wurde 1730 errichtet. Erhaltene Teile der Friedhofsmauer aus Bruchstein stammen aus dem 18./19. Jahrhundert.